# Richard Condie
Pour les articles homonymes, voir Condy.
Richard Condie est un réalisateur, producteur, acteur, scénariste et compositeur canadien né en 1942 à Vancouver (Canada).

## Biographie
Condie a eu son diplôme secondaire de l'école secondaire Kelvin High School (en) en 1961. Son film animé le plus célèbre (pour lequel il a été nommé pour un Oscar) en 1985 est Le p'tit chaos.

## Filmographie

### comme réalisateur
- 1977 : Oh, Sure
- 1978 : John Law and the Mississippi Bubble
- 1979 : Faut se grouiller (en)
- 1981 : Pig Bird
- 1985 : Le p'tit chaos[1]
- 1987 : Heart Land
- 1991 : The National Film Board of Canada's Animation Festival (TV)
- 1991 : L'Apprenti
- 1996 : La Salla (en)
- 1997 : O Canada (en) (série TV)

### comme producteur
- 1985 : Le p'tit chaos
- 1988 : Le chat colla
- 1991 : L'Apprenti
- 1996 : La Salla
- 1997 : O Canada (en) (série TV)

### comme acteur
- 1977 : Oh, Sure (voix)
- 1979 : Faut se grouiller (voix)
- 1988 : The Cat Came Back (voix)
- 1997 : O Canada (en) (série TV) (voix)

### comme scénariste
- 1982 : Everyone's Business
- 1996 : La Salla

### comme compositeur
- 1978 : A House on the Prairie
- 1980 : W.O. Mitchell: Novelist in Hiding